# 土曜ラジオかわら版
土曜ラジオかわら版（どようらじおかわらばん）は、AM岐阜ラジオで土曜日朝に放送されていたラジオ番組である。

## 主なコーナー
- きょうの岐阜新聞（8:10ごろ）
- 交通情報（8:20、9:20、10:27ごろ　9:20頃の交通情報はKVK提供）
- レースガイド（8:30ごろ）
- 献血のお願い（8:35ごろ、献血移動車の週末の移動場所のお知らせ）
- モト爺のちょっとまちゃぁ（8:45ごろ、本地洋一アナのコーナー）
- 博子のお耳を拝借（9:00ごろ、三輪博子のコーナー）
- かわら版ドットコム（10:00ごろ）
- 幼児とともに（9:30ごろ、幼稚園児・育児に関する情報）
- 昭和村からこんにちは。（10:30ごろ、美濃加茂市の日本昭和村からのリポート、リポーターは佐伯由佳）

## 放送時間
- 開始～2006年9月　　土曜日 8:00～11:20
- 2006年10月～現在　 土曜日 8:00～11:00

## パーソナリティ
- 本地洋一（当時岐阜放送アナウンス部長）
- 三輪博子